# Segrate
Segrate es un municipio que tiene 33.590 habitantes y se encuentra ubicado en la provincia de Milán.

## Evolución demográfica
| Gráfica de evolución demográfica de Segrate entre 1861 y 2001 |
|                                                               |
| Fuente ISTAT - elaboración gráfica de Wikipedia               |

## Lugares de interés
- El Aeropuerto de Linate;
- El Idroscalo, pequeño lago artificial hecho en el año 1930 para servir como puerto de hidroaviones. Hoy en día está utilizado para los deportes acuáticos. Tiene 2500 m de longitud, hasta 450 m de ancho y tiene un volumen de 150.000 m² de agua.
- El hospital San Raffaele, uno de los hospitales más importantes de Lombardía, se halla en la frontera entre Segrate y Milán.
- La fiera de Novegro.
- La oficina central de la Mondadori, edificio del arquitecto brasilero Oscar Niemeyer (1975).

## Transportes

### Aeropuerto
El aeropuertos más cercano es de Linate, que se halla justo en el municipio de Segrate.

### Conexiones viales
La conexión vial principal es la autopista A51 "Tangenziale Oeste de Milán". 

### Conexiones ferroviarias
En Segrate hay una estación de ferrocarril de la línea Milán-Treviglio-Bérgamo/Brescia. Hay trenes que salen directamente para Varese y Novara.

### Transportes urbanos
En Segrate hay muchas líneas de buses:
- 39 Milán Loreto - Via Pitteri - Segrate (Redecesio), Gestor: ATM de Milán
- 55/ Milán Loreto - Cementerio de Lambrate - Segrate (Lavanderie), Gestor: ATM de Milán
- 923 Hospital San Raffaele - Estación FS Segrate - Segrate (San Felice) - Linate, Gestor: ATM de Milán
- 924 Milán estación de Lambrate FS M2 - Segrate (Plaza Sant'Ambrogio) - Estación del metro de Milan de Cascina Burrona M2 (Vimodrone), Gestor: ATM de Milán
- 925 Milán estación del metro de Milán de Cascina Gobba M2 - Milano Due - Segrate - (Redecesio) - Milán estación del metro de Milán de Udine M2 (925/), Gestor: ATM de Milán
- 965 Milano Piazza Aspromonte - Segrate - Pioltello Gestor: STAR de Lodi
- 973 Linate - Segrate (San Felice) - Peschiera Borromeo (San Felicino), Gestor: ATM de Milán

- Datos: Q42902
- Multimedia: Segrate / Q42902

1. ↑  Worldpostalcodes.org, código postal n.º 20054.
2. ↑  «Codici Catastali». Comuni-italiani.it (en italiano). Consultado el 29 de abril de 2017.